# Estnische und Lettische Sommer-Meisterschaft im Skispringen 2024
Die Estnische und Lettische Sommer-Meisterschaft im Skispringen 2024 fand am 8. Oktober 2024 auf der Tehvandi-Schanze (K 90/HS 97) in Otepää im Kreis Valga statt.

## Programm und Zeitplan
Das Programm der Meisterschaft wurde an einem Tag absolviert.
| \| Otepää \| |
| Otepää       |

| Otepää |

## Teilnehmer
| 3 Damen und 15 Herren aus 2 Nationen |
| ------------------------------------ |
| - Estland (13) - Lettland (5)        |

## Ergebnisse

### Damen
Die einzige Estin Annemarii Bendi wurde konkurrenzlos Meisterin. Lettische- und Juniorenmeisterin wurde Aelita Krasiļščikova.
| Rang | Name                 | Weite 1      | Weite 2      | Punkte | Juniorin- Rang |
| ---- | -------------------- | ------------ | ------------ | ------ | -------------- |
| 1    | Aelita Krasiļščikova | 068,0 m 0(1) | 069,5 m 0(1) | 119,0  | 1              |
| 2    | Annemarii Bendi      | 065,5 m 0(2) | 068,0 m 0(2) | 112,0  | –              |
| 3    | Luīze Čodere         | 051,5 m 0(3) | 047,5 m 0(3) | 029,0  | –              |

### Herren
Artti Aigro wurde zum dritten Mal hintereinander Meister und Andero Kapp wurde Juniorenmeister. Der Medaillenfavorit Kaimar Vagul könnte aus Krankheitsgründen nicht teilnehmen. Bei den Letten wurde Kārlis Svēde Meister.
| Rang | Name           | Weite 1      | Weite 2      | Punkte | Junior- Rang |
| ---- | -------------- | ------------ | ------------ | ------ | ------------ |
| 1    | Artti Aigro    | 094,0 m 0(1) | 095,5 m 0(1) | 275,5  | –            |
| 2    | Martti Nõmme   | 091,5 m 0(2) | 092,0 m 0(2) | 233,0  | –            |
| 3    | Andero Kapp    | 081,0 m 0(3) | 089,5 m 0(3) | 201,0  | 1            |
| 4    | Kevin Maltsev  | 080,5 m 0(4) | 079,0 m 0(5) | 176,5  | –            |
| 5    | Karel Pastarus | 077,5 m 0(5) | 080,5 m 0(4) | 171,5  | 2            |
| 6    | Ruubert Teder  | 074,5 m 0(7) | 078,0 m 0(6) | 159,5  | –            |
| 7    | Matias Aarna   | 076,0 m 0(6) | 074,5 m 0(7) | 154,0  | –            |
| 8    | Ralf Rebane    | 073,5 m 0(8) | 065,0 m (11) | 117,5  | 3            |

| Rang | Name           | Weite 1      | Weite 2      | Punkte | Junior- Rang |
| ---- | -------------- | ------------ | ------------ | ------ | ------------ |
| 9    | Richard Viks   | 066,0 m 0(9) | 063,0 m (10) | 104,5  | 4            |
| 10   | Fred Gustavson | 062,5 m (10) | 066,5 m 0(8) | 099,5  | 5            |
| 11   | Markus Pungar  | 057,5 m (11) | 064,5 m 0(9) | 086,5  | 6            |
| 12   | Kārlis Svēde   | 057,0 m (12) | 058,5 m (12) | 073,5  | –            |
| 13   | Lauri Juul     | 055,5 m (13) | 056,5 m (13) | 058,0  | –            |
| 14   | Markuss Broks  | 041,5 m (14) | 043,0 m (14) | 001,0  | –            |
| 15   | Jēkabs Svēde   | 036,0 m (15) | 039,0 m (15) | −17,5  | –            |